# 미크로네시아 연방의 인구

1960-2017 미크로네시아 연방의 인구

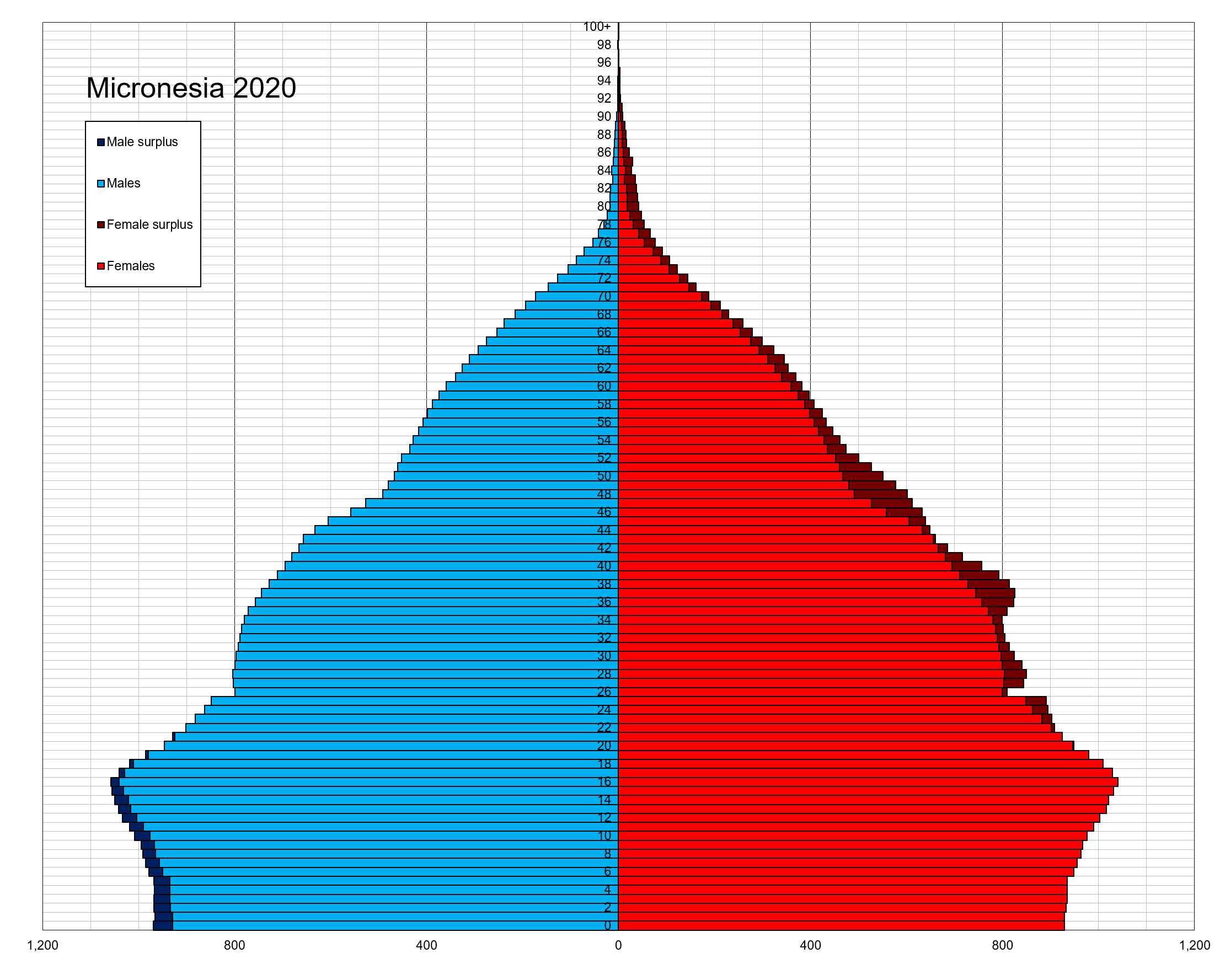
2020년 미크로네시아 연방의 인구 피라미드

## 인구학적 동향
유엔에 따르면, 미크로네시아 연방의 인구는 1950년 3.2만 명에서 2020년 기준 11.5만 명까지 증가했다. 중위 연령은 1950년 19.8세에서 2020년 24.4세로 조금씩 상승해왔고, 65세 이상 인구 비율도 같은 기간 1%에서 5%로 증가하는데 그쳐 다른 국가들에 비해 인구가 매우 젊은 편이다. 연평균 인구 성장률은 1950-1955년 3.4%에서 점차 하락해 2000-2005년 -0.2%, 2005-2010년 -0.6%로 감소세로 돌아섰으나, 이후 반등해 2010-2020년 평균 1.1%로 증가세로 돌아섰다. 합계출산율은 1950-1955년 7.20명에서 2015-2020년 3.08명으로 감소했으나, 이는 대체출산율 2.1을 상회함은 물론 전 세계 평균 2.45명(2019년 기준)보다도 높은 수치이다.
| 미크로네시아 연방의 인구 | 미크로네시아 연방의 인구 | 미크로네시아 연방의 인구 | 미크로네시아 연방의 인구 | 미크로네시아 연방의 인구 | 미크로네시아 연방의 인구 | 미크로네시아 연방의 인구 | 미크로네시아 연방의 인구 |
| 1950                     | 1970                     | 1990                     | 2000                     | 2005                     | 2010                     | 2015                     | 2020                     |
| ------------------------ | ------------------------ | ------------------------ | ------------------------ | ------------------------ | ------------------------ | ------------------------ | ------------------------ |
| 3.2만 명                 | ↗6.1만 명                | ↗9.6만 명                | ↗10.7만 명               | ↘10.6만 명               | ↘10.3만 명               | ↗10.9만 명               | ↗11.5만 명               |

출생시 연평균 기대수명은 1950-1955년 51.3세에서 계속 증가해 2015-2020년 67.7세를 기록했으며, 같은 기간 신생아 사망률은 1000명당 1950-1955년 95명에서 2015-2020년 23명으로 줄어들었다. 2019년 유엔은, 중위 추계를 기준으로, 미크로네시아 연방의 인구가 2050년 13만 9000명으로 증가할 것으로 전망했다.
2019년 유엔 인구 통계
총인구: 11만 3800명
15세 미만 인구: 31.5%
15~24세 인구: 20.5%
25~64세 인구: 43.9%
65세 이상 인구: 4.2%

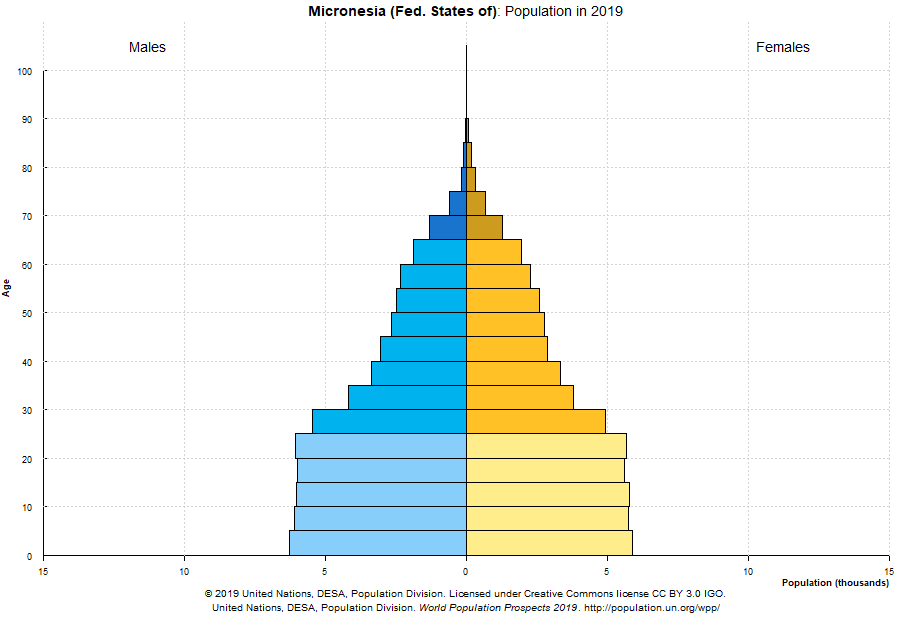
2019년 미크로네시아 연방의 인구 피라미드

노인 부양 가능 인구(65세 이상 노인 1명당 25~64세 노동 인구): 10.5명
인구 성장률: 1.1%
조출생률(인구 1000명당): 22.7명
합계출산율: 3.01명
조사망률(인구 1000명당): 6.6명
영아사망률(1살 미만 1000명당): 22명
유아사망률(5세 미만 1000명당): 31명
출생시 기대수명: 67.9세